# Erannis diversaria
Erannis diversaria là một loài bướm đêm trong họ Geometridae.